# 前域镇
前域镇，原为前域乡，是中华人民共和国四川省雅安市汉源县下辖的一个乡镇级行政单位。2019年12月，撤销后域乡和前域乡，设立前域镇，以原后域乡和原前域乡所属行政区域为前域镇的行政区域。

## 行政区划
前域镇下辖以下地区：
白鹤村、全合村、永康村、康云村、前锋村和金银坪村。